# Путиловская
«Пути́ловская» — строящаяся станция Петербургского метрополитена. Будет располагаться на Красносельско-Калининской линии между станциями «Юго-Западная» и «Броневая» и являться пересадочной на станцию «Кировский завод» Кировско-Выборгской линии. Вестибюль станции разместится на улице Васи Алексеева, северо-восточнее дома 72А по проспекту Стачек. Предполагалось, что станция откроется в сентябре 2023 года, но 8 февраля 2021 года сроки снова сдвинулись на 2024 год. 31 мая 2024 года в связи с несостоявшейся закупкой «Метростроем Северной Столицы» платформенных раздвижных дверей открытие было перенесено на 30 апреля 2025 года. Позже сроки завершения строительства первого участка Красносельско-Калининской линии были сдвинуты на конец 2025 года.

## Название
3 апреля 2009 года станции присвоено наименование «Путиловская».
Наименование станции связано с расположением её вестибюля вблизи Кировского завода, который до 1922 года назывался Путиловским (в честь его бывшего владельца, выдающегося промышленника Николая Путилова).

## Подземные сооружения
«Путиловская» — колонная трёхсводчатая станция глубокого заложения с монолитными простенками (аналогично «Звенигородской» и «Международной») и междупутьем 19,2 м.
Ориентация станции: северо-восток — юго-запад. От северо-восточного торца центрального зала станции будет начинаться наклонный ход, выводящий в наземный вестибюль. Юго-западный торец будет соединён переходом с юго-западным торцом ст. «Кировский завод».

## Пересадки
Станция станет пересадочной с Кировско-Выборгской линией, и первой пересадкой не в центре города.
Переход на станцию «Кировский завод» будет расположен в юго-западном торце. В торцах станций устраиваются камеры лестничного спуска, а между ними располагается переходной коридор с наклонным ходом, в котором будут размещены эскалаторы. Несмотря на плачевный опыт «Спасской», планируется использовать узкобалюстрадные модели эскалаторов.

## Вестибюль
Единственный вестибюль станции будет располагаться на улице Васи Алексеева между улицей Маршала Говорова и проспектом Стачек напротив ТК «Румба» восточнее вестибюля станции «Кировский завод».

## Строительство

### История строительства
Станция планировалась и проектировалась на протяжении длительного времени, и срок её ввода в строй неоднократно переносился.
В сентябре 2015 года работы по строительству станции обозначены как первый этап первого пускового комплекса Красносельско-Калининской линии.
В состав работ по строительству станции также входит однопутная ССВ между станциями «Путиловская» и «Нарвская» длиной 1,88 км, которая будет использоваться для нужд эксплуатирующих организаций.

### Хронология проведения работ
2015 год

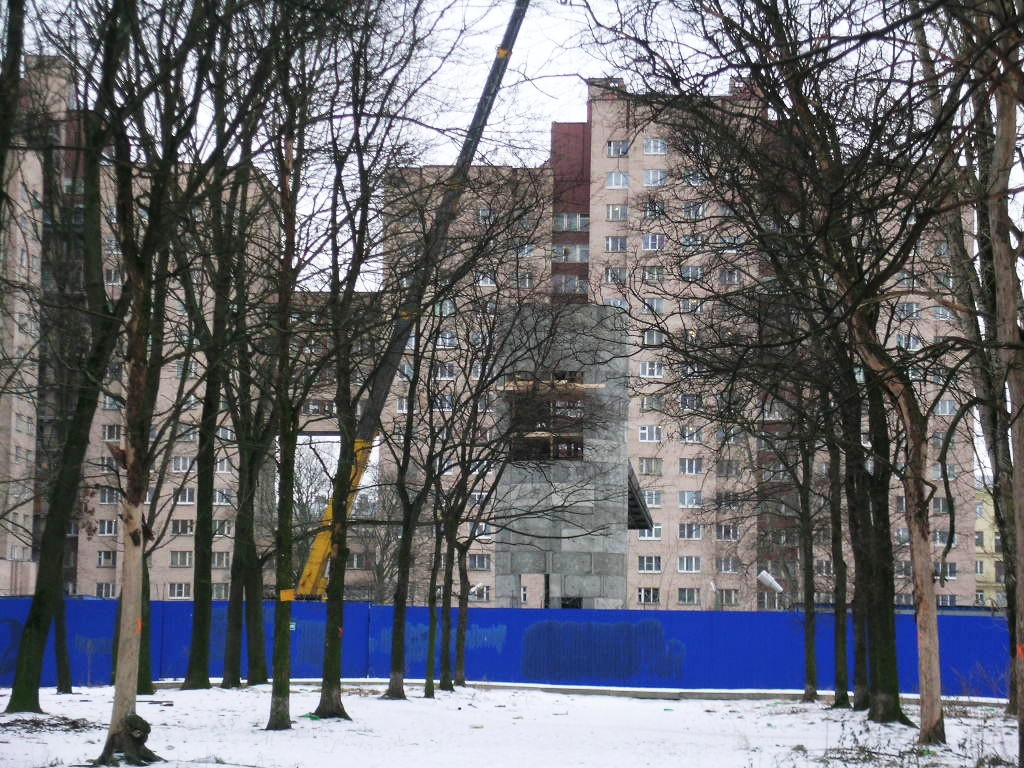
Сквер на месте будущего наземного вестибюля станции «Путиловская», шахта в уже снесённой части сквера. Февраль 2017

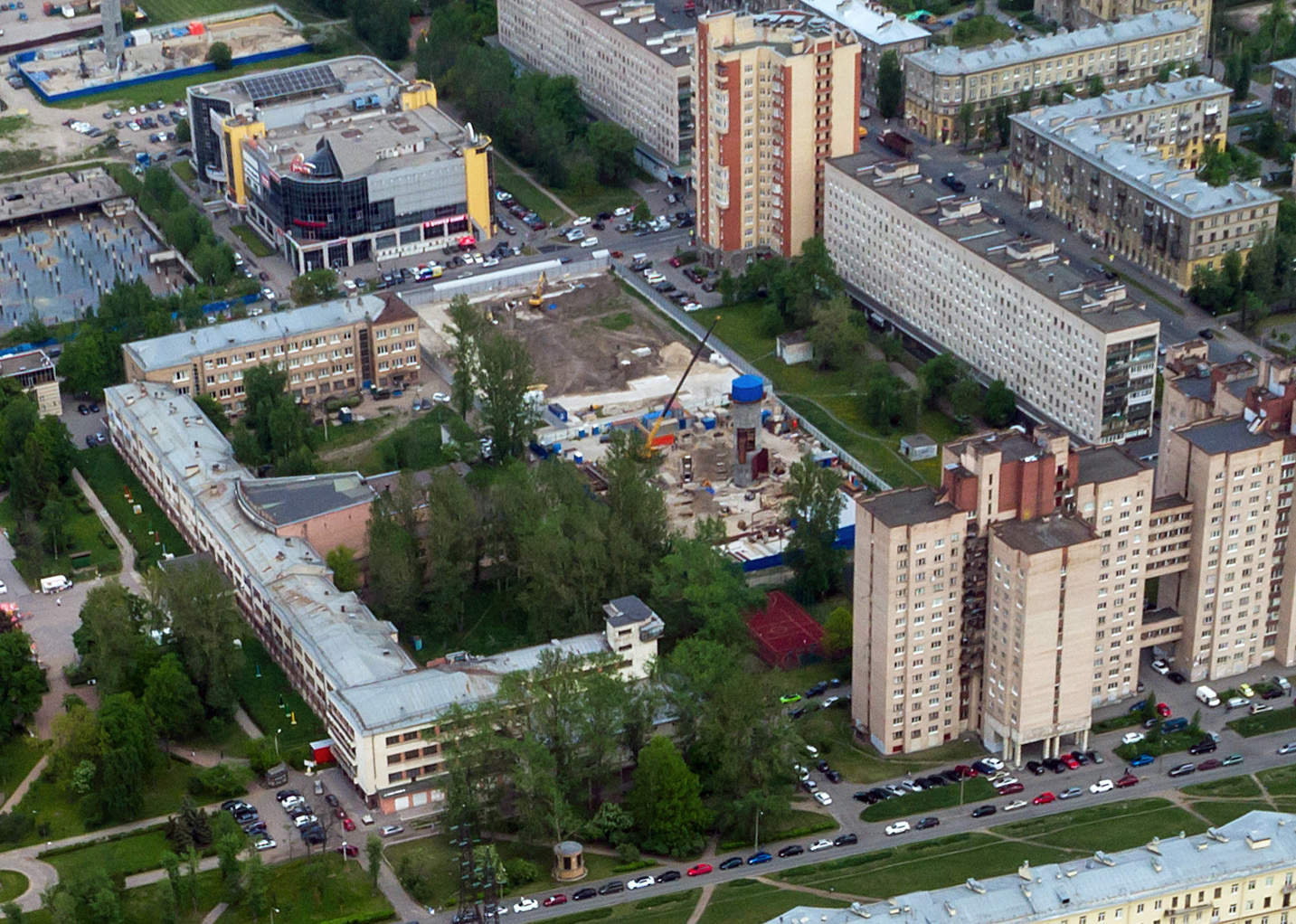
Вид с воздуха на строительные площадки станции. Июнь 2017

- В декабре начаты работы по строительству станции. Их планируется завершить в 2023 году[12][13].

2016 год:
- В апреле началось сооружение станционного шахтного ствола № 844[14].

2017 год
- Работы временно не ведутся.

2018 год
- Ноябрь: продолжается оборудование горного комплекса, завершена проходка рудничного двора. Приступили к проходке подходного тоннеля, который будет вести к трассе служебной соединительной ветви (ССВ) от Путиловской к Нарвской[15].

2019 год
- Апрель: продолжается механизированная проходка щитом КТ-1 5,6 перегонного тоннеля между станциями «Юго-Западная» и «Путиловская». Со старта проходки в монтажной камере у 842 шахты, щит преодолел 425 колец[16].
- Июль: 10 июля в тоннеле левого перегонного тоннеля строящегося участка Красносельско-Калининской линии установлено 1000-е кольцо[17].
- Август: на 844 шахте продолжается проходка подходного тоннеля к пересадочному узлу, пройдено 168 рам. На площадке вестибюля станции продолжается бурение скважин для обустройства заморозки грунта вокруг наклонного хода[18].
- Ноябрь: 13 ноября по периметру будущего вестибюля начали разработку котлована для сооружения форшахты стены в грунте[19]. 19 ноября в ночную смену бригада проходчиков Алексея Крачковского из ЗАО «Тоннельный отряд-3» установила 2000-е кольцо перегонного тоннеля. До границы станции «Путиловская» осталось меньше 500 метров[20].

2020 год
- Март: 4 марта бригада проходчиков Валерия Климкина установила в левом перегонном тоннеле кольцо № 2500. Преодолев от шахты № 842 расстояние в 2,5 километра, тоннелепроходческий комплекс КТ1-5,6М пересёк границу будущей станции «Путиловская». В течение марта бригадам «Тоннельного отряда» предстоит пройти пилот-тоннель боковой платформы станции «Путиловская» и, свернув с основной трассы, направить щит по ССВ к тупику станции «Нарвская».
- Апрель: 24 апреля закончена проходка переходного участка пилот-тоннеля в границах групп камер съездов за станцией «Путиловская». Установлено кольцо № 2856. Щит вышел на трассу тоннеля 3-го пути, где в дальнейшем будут оборачиваться поезда. До начала ССВ к станции «Нарвская» остаётся установить 227 колец[21].
- Май: 18 мая бригада Игоря Петрова смонтировала кольцо № 3000[22].
- Июнь: 26 июня начал проходку второй тоннелепроходческий комплекс КТ-1 5,6 м. Ему предстоит пройти порядка 2,5 километров от 843 шахты, через будущую станцию «Путиловская», до 845 шахты, которая располагается на Броневой улице[23].

2021 год
- Январь: бригада Алексея Крачковского завершила щитовую проходку соединительной ветви, установив финальное кольцо № 4803[24].
- Август: полностью завершена проходка тягово-понизительной подстанции (ТПП) диаметром 8,5 метра, пройдено 97 колец. Приступили к сооружению ходков в боковые тоннели. Пройдено 140 колец в тоннеле по 2 пути, а в тоннеле по 1 пути был перебран участок 7,9 на 45 колец и 5 колец диаметром 9,8[25].
- Сентябрь: губернатор Беглов пообещал ввести станцию в строй в 2024 г.[26]
- Декабрь: до соединения двух будущих станций — «Путиловской» и «Юго-Западной» — остаётся пятьдесят метров. Ранее построенный участок тоннеля от 843 шахты до 845 шахты, проходящий через «Путиловскую», планируют соединить с «Юго-Западной» уже в начале 2022 года[27]. Перегонный тоннель по 2 пути уже пройден. При проходке тоннеля ССВ остаётся пройти 60 колец. Проходка идёт в ручном режиме[28].

2022 год

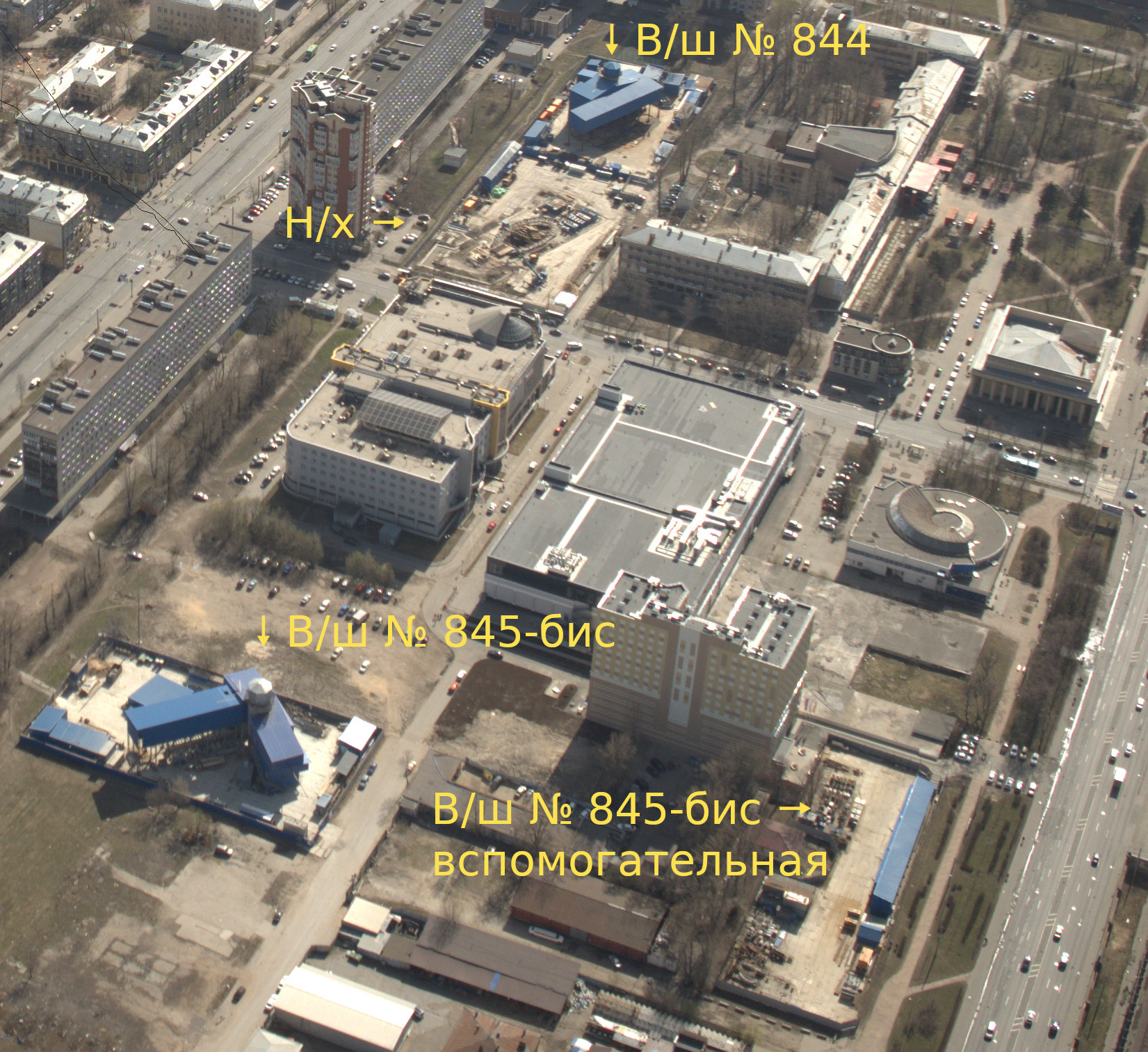
Три строительные площадки станции в 2022 году

- Январь: механизированный комплекс КТ-1 5,6, стартовавший в марте 2021 из монтажной камеры у станции «Юго-Западная», вошёл в демонтажную камеру у шахты № 843, тем самым соединив перегонный тоннель по 1 пути между станциями «Юго-Западная» и «Путиловская»[29].
- Март: на строительной площадке вестибюля станции «Путиловская» идут работы по сооружению форшахты наклонного хода[30].
- Апрель: перебрано 200 колец в БСТ по 2 пути[31].
- Май: начались работы по проходке наклонного хода, предстоит пройти примерно 140 колец[32]. Проходка должна завершиться в марте 2023[33].
- Сентябрь: начинаются работы по сооружению монтажной камеры укладчика УБК2М для последующего монтажа сборной железобетонной обделки сводовой части натяжной камеры, которая предшествует среднему станционному тоннелю (ССТ, центральному залу)[34]. Дополнительно стартовали работы по обустройству вспомогательной строительной площадки на месте бывшей автомобильной стоянки в сквере перед домом культуры имени И. И. Газа, который располагается на проспекте Стачек, дом 72[35].

2023 год
- Март: Завершена проходка наклонного хода.
- Декабрь: Завершена проходка среднего станционного тоннеля (ССТ, центрального зала). Начало проходки перегонного тоннеля от Путиловской до Броневой.

2024 год
- Январь: Начало возведения вестибюля, сооружается фундаментная плита.
- Февраль: Начало проходки второго перегонного тоннеля от Путиловской до Броневой.
- Октябрь: В наклонном ходе начался монтаж эскалаторов[36].

2025 год
- Февраль: Завершено возведение внешних стен и перекрытий вестибюля[37]. Ведётся отделка на станции и в служебных помещениях вестибюля[38].
- В ночь на с 28 на 29 марта 2025 года по линии через служебную соединительную ветвь (ССВ) со станции «Нарвская» прошёл первый технический состав — мотовоз с платформами, доставивший оборудование рабочим[39].

## Путевое развитие
На будущем перегоне «Путиловская» — «Броневая» будет расположен 3-стрелочный оборотный тупик, который перейдёт в однопутную служебную соединительную ветвь к станции «Нарвская» — располагающееся на Кировско-Выборгской линии электродепо ТЧ-1 «Автово» за одноимённой станцией будет обслуживать Красносельско-Калининскую линию до открытия ТЧ-8 «Красносельское», поскольку оно запланировано не ранее 2027 года — позже пуска её первой очереди в декабре 2025 года.

## Особенности проекта станции
Станция планируется с расчётом на 8-вагонную составность поездов и наличие на ней платформенных раздвижных дверей с одной островной платформой. Имеющая две станции с ними Невско-Василеостровская линия — «Зенит» и «Беговую» и, в будущем, «Богатырскую», — рассчитана на 6 вагонов с береговыми платформами.

## Переносы сроков открытия
Изначально станцию планировалось открыть в 2022 году, однако в 2020 году сроки были перенесены на сентябрь 2023 года. 8 февраля 2021 года стало известно, что станцию планируют открыть не раньше 15 декабря 2024 года, вместе с соседней «Юго-Западной» и станцией «Горный институт» на 4-й линии. Позже власти Санкт-Петербурга сообщили о планах открыть «Горный институт» раньше —  1 сентября 2024 года, на что «Метрострой Северной Столицы» не отреагировал, хотя принадлежит правительству Санкт-Петербурга и группе ВТБ. Сроки же открытия «Юго-Западной» 31 мая 2024 года были перенесены на 30 апреля 2025 года в связи с несостоявшейся закупкой «Метростроем Северной Столицы» платформенных раздвижных дверей. Впоследствии сроки завершения строительства Красносельско-Калининской линии сдвинулись на декабрь 2025 года.

## Критика

### Криминал
Строительство станции сопряжено с нецелевым расходованием бюджетных средств, по подозрению в чём 13 декабря 2023 года был задержан бывший генеральный директор компании «Метрострой Северной Столицы» Владимир Шмидт.

### Освещение
По информации издания DixiNews, открытие станции носило цель пиара кандидатуры Александра Беглова на переизбрание губернатором, существенно не решая этим вопрос загруженности Кировско-Выборгской линии; станцию, несмотря на перенос сроков на 30 апреля 2025 года из-за неудавшейся закупки платформенных раздвижных дверей «Метростроем Северной Столицы», по информации издания «Деловой Петербург», правительством по-прежнему обещалось открыть в IV квартале 2024 года. То же, ссылаясь на документацию Смольного, утверждала и «Фонтанка.ру», замечая, однако, что это противоречит перенесённым срокам окончания работ по установке платформенных раздвижных дверей, без которых, будучи внесёнными в проект, станция не откроется. Затем сроки открытия стали неизвестны, поскольку впоследствии заявленное завершение строительства в декабре 2025 года открытием не является. Впоследствии  Смольный объявил об открытии до конца 2025 года.